# Silverpilen

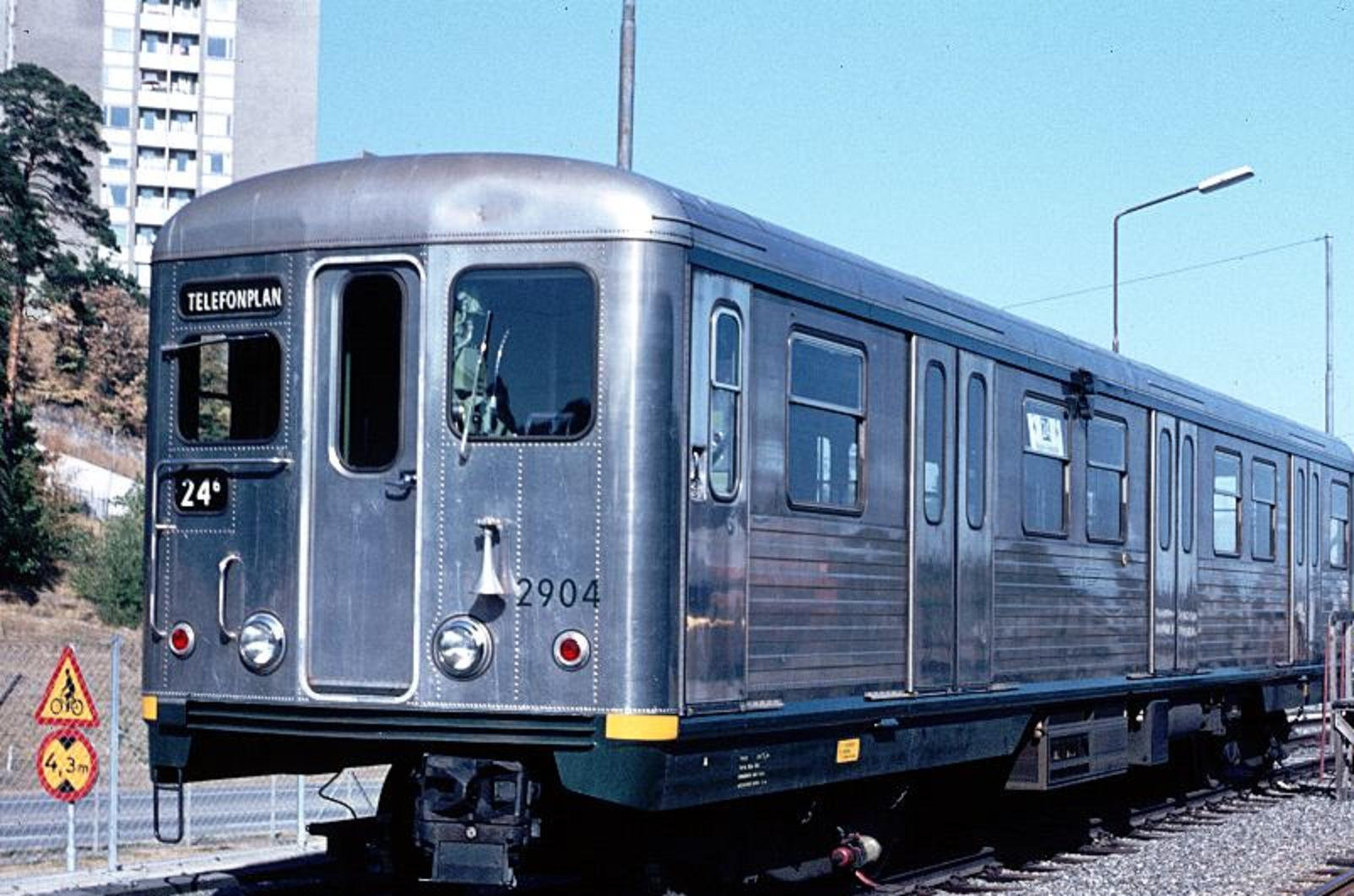
Toa tàu điện ngầm kiểu C5

Mũi Tên Bạc (tiếng Thụy Điển: "Silverpilen") là biệt danh của đoàn tàu điện ngầm Stockholm, trong đó có một số truyền thuyết thành thị cho rằng đã nhìn thấy bóng ma của đoàn tàu này.

## Sản xuất và lịch sử
Đoàn tàu nêu trên bao gồm các toa xe kiểu C5 bằng nhôm màu bạc. Chỉ có một đoàn tàu như vậy gồm tám toa được chế tạo; vốn được sản xuất vào giữa thập niên 1960 như một đơn vị thử nghiệm. Trong đội hàng trăm đoàn tàu điện ngầm màu xanh lá cây, Silverpilen là đoàn tàu duy nhất không được sơn và do đó vẫn có màu bạc. Ngoài màu sắc, hệ thống treo khí, âm thanh động cơ đặc biệt phát ra tiếng kêu lạch cạch và cửa trượt bên ngoài (do đó sức chở khách tăng lên), nó gần như giống hệt với các tàu điện ngầm khác đang hoạt động trong suốt thời gian tồn tại. Một số hành khách không thích vẻ ngoài 'thô mộc' của đoàn tàu này.
Bắt đầu từ thời điểm nó được đưa vào sản xuất vào giữa thập niên 1960, cho đến năm 1996, Silverpilen đôi khi được dùng làm đoàn tàu dự phòng; đặc biệt là trong giờ cao điểm. Tàu được sử dụng làm phương tiện dự phòng trên tất cả các tuyến tàu điện ngầm Stockholm hiện có, mặc dù phổ biến hơn trên các tuyến Đỏ và Xanh. Trước và sau khi vận hành chở khách, nó từng chạy mà không có hành khách đến khu bảo dưỡng toa tàu mà không dừng lại khiến một số người cảm thấy kỳ lạ.
Nội thất của những toa tàu không có các quảng cáo thông thường và bên hông tàu có những dấu hiệu mang hình vẽ kiểu graffiti bị loại bỏ một phần. Vẻ ngoài lôi thôi này đã góp phần tạo nên danh tiếng "khác biệt" của Silverpilen.
Đoàn tàu được sử dụng trong bộ phim năm 1993 mang tên Sökarna ("The Seekers") lấy bối cảnh diễn ra ở Stockholm. Trong phim, những kẻ ủng hộ Tân Phát xít có thể được nhìn thấy đang chửi rủa dân nhập cư trên Silverpilen khi tàu này vừa đến gần ga tàu điện ngầm Kungsträdgården. Hai người về sau đã thiệt mạng khi họ bị đám Tân Phát xít đẩy lên đường ray mới rồi sau bị đoàn tàu chạy cán qua, người lái tàu đành bất lực khi cố gắng dừng lại kịp thời.

## Truyền thuyết thành thị
Đoàn tàu màu bạc này rất hiếm khi được cư dân Stockholm bình thường tận mắt chứng kiến.
Bối cảnh của những câu chuyện ma liên quan đến Silverpilen có thể liên quan đến vẻ ngoài kỳ lạ của Silverpilen nếu được nhìn thấy khi đến một ga tàu điện ngầm ngoài trời vào đêm khuya. Mọi người đã quen với những đoàn tàu điện ngầm màu xanh lá cây và ngạc nhiên khi có sự xuất hiện của một đoàn tàu màu bạc: đặc biệt nếu họ đã sống ở Stockholm cả đời và không hề hay biết về sự tồn tại của đơn vị không sơn màu này.
Nếu khách du lịch mệt mỏi hoặc say xỉn vào thời điểm đó, trí tưởng tượng của họ có thể đã biến mất tăm hơi. Những câu chuyện được lưu truyền rộng rãi nhất vào thập niên 1980 do nhà văn học dân gian nổi tiếng người Thụy Điển Bengt af Klintberg kể lại, và về sau xuất hiện trong phần Det spökar ngày 10 tháng 12 năm 1997; một bộ phim truyền hình dành riêng cho những câu chuyện ma được cho là có thật và những ngôi nhà ma ám.
Có nhiều phiên bản khác nhau của truyền thuyết thành thị này. Một số người nói rằng đoàn tàu ma này chỉ được toán nhân viên tàu điện ngầm nhìn thấy trong những đường hầm bỏ hoang. Những người khác nói rằng bất cứ ai cũng có thể nhìn thấy nó đi qua các trạm với tốc độ cao sau nửa đêm. Một số người thậm chí còn cho rằng Silverpilen đôi khi dừng lại để đón trả khách rồi tới lượt họ sau đó biến mất vĩnh viễn hoặc sau đó rời đi vài tuần, vài tháng hoặc thậm chí vài năm sau chuyến khởi hành. Bên trong tàu được mô tả là trống rỗng, hoặc chứa một hoặc vài vị khách ma.
Một số câu chuyện kết nối chuyến tàu ma với ga tàu điện ngầm Kymlinge bị bỏ hoang trên Tuyến 11, tuyến màu xanh. Kymlinge cũng nổi tiếng là một nhà ga ma đến mức có người nói rằng "Bara de döda stiger av i Kymlinge" ("Chỉ người chết mới xuống tàu ở Kymlinge"). Một số người nói rằng nó dừng ở một nhà ga không có lối ra. Ga Kymlinge được xây dựng một nửa trong quá trình thi công các tuyến tàu điện ngầm màu xanh lam, với dự đoán về một khu dân cư gần đó, nhưng thành phố phụ Sundbyberg quyết định rằng nhà ga này sẽ phá hỏng không gian xanh, vì vậy chẳng có gì được xây dựng ở đó cả.